# Paroster nigroadumbratus
Paroster nigroadumbratus är en skalbaggsart som först beskrevs av Clark 1862.  Paroster nigroadumbratus ingår i släktet Paroster och familjen dykare. Inga underarter finns listade i Catalogue of Life.